# Lilly (Eure)
Lilly település Franciaországban, Eure megyében. Lakosainak száma 74 fő (2022. január 1.). Lilly Beauficel-en-Lyons, Bosquentin, Fleury-la-Forêt és Morgny községekkel határos.

## Népesség
A település népességének változása:
| Lakosok száma | 139  | 95   | 77   | 75   | 74   | 82   | 84   | 79   | 77   | 74   |
|               | 1968 | 1982 | 1990 | 2006 | 2013 | 2015 | 2017 | 2019 | 2020 | 2022 |